# 希恩达尔吉
希恩达尔吉（Hindalgi），是印度卡纳塔克邦Belgaum县的一个城镇。总人口10857（2001年）。

## 人口
该地2001年总人口10857人，其中男性5861人，女性4996人；0—6岁人口1151人，其中男635人，女516人；识字率79.03%，其中男性为81.61%，女性为76.00%。